# Micologie

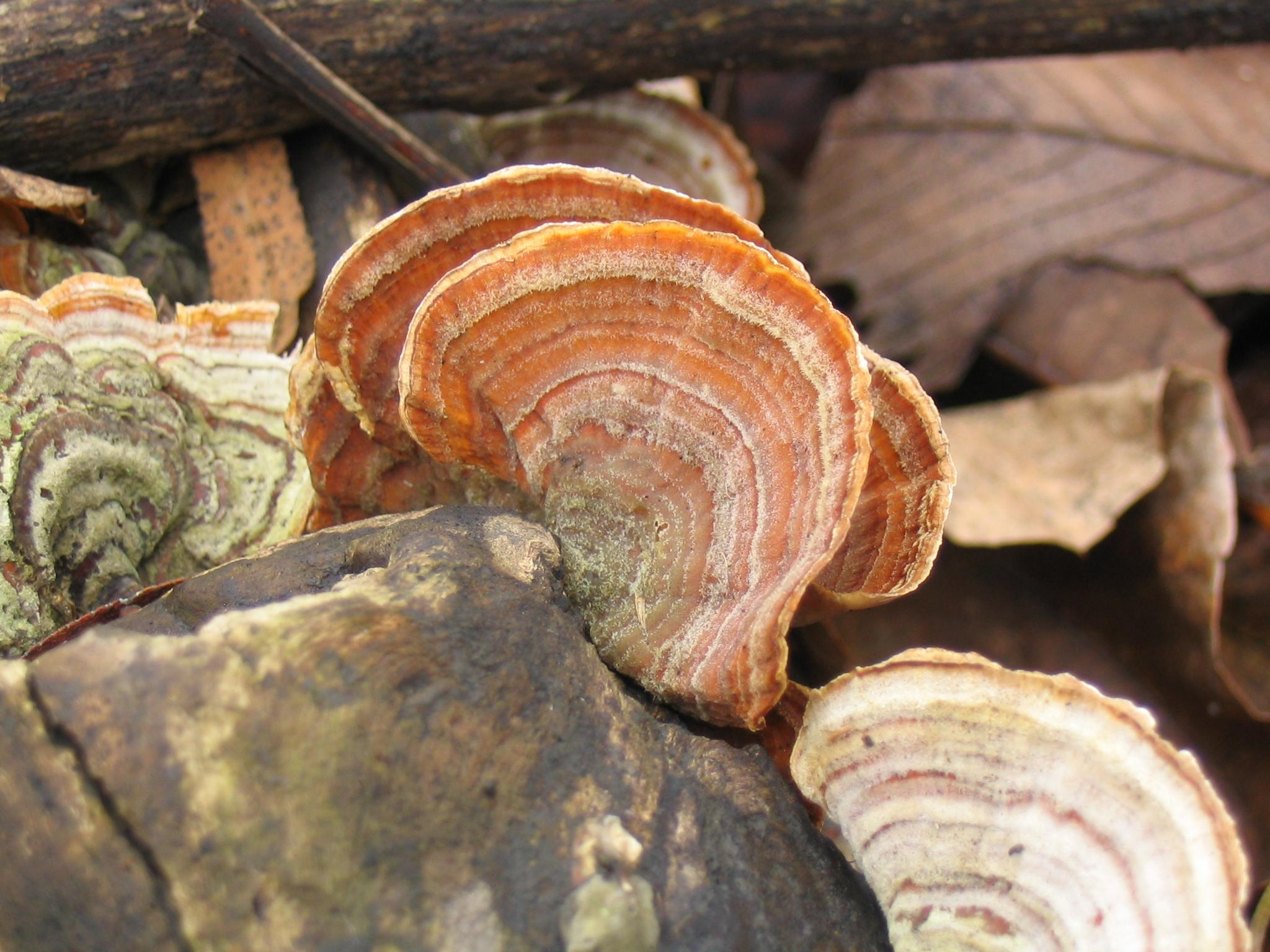
Micologia este știința ce studiază regnul Fungi

Micologia (din greaca mykes = ciupercă + logos = știință) este o ramură a biologiei care se ocupă cu studiul complex morfo-anatomic, ecofiziologic, genetic, taxonomic, filogenetic, patogenetic, toxicologic, alimentar, biotehnologic al ciupercilor (micromicete și macromicete) și al cultivării lor, fiind strâns legată de fitopatologie (micologie aplicată). Din micologia generală s-au desprins: micologia medicală, micologia veterinară, micologia acvatică, micologia industrială, micologia toxinogenă. Termenul de  micologie a fost formulat de Pier Antonio Micheli în 1729, înainte de utilizarea microscopului, și derivă de la cuvântul grecesc mykes = "ciupercă comestibilă" și etimologic reprezintă numai studiul acestora. Deși intrat în uz, acest termen este considerat greșit de unii autori, care sugerează că termenul corect ar fi micetologie, în concordanță cu semantica greacă modernă. Mai multe ciuperci au întrebuințări în medicină și industrie. Cercetările micologice au dus la descoperirea unor antibiotice: penicilina, streptomicina și tetraciclina. Studiile micologice au aplicații practice și în medicina umană și veterinară, industria de prelucrare a laptelui și a produselor lactate, în industria vinului și în panificație, la fabricarea cernelurilor și a vopselelor.
Macromicetele sunt ciuperci care au în comun capacitatea de a produce corpi fructiferi de dimensiuni mari (de la câțiva centimetri până la câțiva zeci de centimetri în diametru), formați din picior și pălărie. Ele pot fi comestibile sau toxice; unele sunt dăunătoare pădurilor sau pomilor pe care cresc. Cele mai multe aparțin clasei Basidiomycetes, unele la Ascomycetes. În Europa, sunt descrise peste 8000 de specii macromicete, iar în România aproximativ 1700, însă diversitatea acestui grup de ciuperci este mult mai mare, deoarece include în prezent și numeroase specii lichenizante (adică lichenii).
Micromicetele sunt ciuperci microscopice, parazite și saprofite. Cele parazite produc boli grave (micoze) plantelor, animalelor (inclusiv omului) și chiar altor ciuperci. Ciupercile saprofite joacă un important rol în circuitul materiei în natură îndeplinind funcția de descompunători. Unele micromicete (Penicillium, Claviceps) sunt cultivate în sistem industrial pentru obținerea de antibiotice și alcaloizi utilizabili în tratamentul unor maladii. Drojdiile fermentative sunt utilizate în panificație și în industria băuturilor alcoolice.

## Micologi celebri (selecție)
- August Batsch
- Miles Joseph Berkeley
- Marcel Bon
- Émile Boudier
- Giacomo Bresadola
- Pierre Bulliard
- Bruno Cetto
- Ovidiu Constantinescu
- Mordecai Cubitt Cooke
- Moses Ashley Curtis
- James Dickson
- Elias Magnus Fries
- Leopold Fuckel
- Ernst Gäumann
- Claude Casimir Gillet
- Samuel Frederick Gray
- Antoine Gouan
- Nikolaus Joseph von Jacquin
- Petter Adolf Karsten
- Julius Vincenz von Krombholz
- Paul Kummer
- Otto Kuntze
- Jakob Emanuel Lange
- Joseph Henri Léveillé
- Carl von Linné
- René Maire
- Pier Antonio Micheli
- Meinhard Michael Moser
- Narcisse Théophile Patouillard
- Jean-Jacques Paulet
- Charles Horton Peck
- Christian Hendrik Persoon
- Albert Pilát
- Lucien Quélet
- Henri Romagnesi
- Pier Andrea Saccardo
- Giovanni Antonio Scopoli
- Jacob Christian Schäffer
- Heinrich Adolph Schrader
- Joseph Schröter
- Rolf Singer
- James Sowerby
- Carlo Luigi Spegazzini
- Teofrast
- Martin Vahl
- Josef Velenovský
- Carlo Vittadini
- Carl Ludwig Willdenow
- Franz Xaver von Wulfen
- Friedrich Otto Wünsche